# NGC 7365
NGC 7365 (другие обозначения — PGC 69651, ESO 603-10, MCG -3-58-1, NPM1G -20.0607) — галактика в созвездии Водолей.
Этот объект входит в число перечисленных в оригинальной редакции «Нового общего каталога».